# Konkurrensverket (Finland)
Konkurrensverket var ett finländskt statligt verk som existerade 1988–2012. Det lydde ursprungligen under handels- och industriministeriet, från 2008 under arbets- och näringsministeriet. 
Konkurrensverket ersatte den 1973 tillsatte konkurrensombudsmannen. Konkurrensverket hade till syfte att trygga en sund och fungerande ekonomisk konkurrens samt att öka den ekonomiska effektiviteten genom att främja konkurrensen och undanröja hinder för den. Verket stärker marknadens funktionsduglighet bland annat genom att ingripa i situationer som strider mot lagen om konkurrensbegränsningar av 1992, det vill säga bland annat företags missbruk av dominerande ställning (monopol), karteller och andra horisontella samt vertikala konkurrensbegränsningar. Konkurrensverket, som även övervakade efterföljden av Europeiska unionens konkurrensregler i Finland, hade till uppgift att utreda konkurrensbegränsningar både på eget initiativ och på basis av begäran om åtgärder utifrån. Det utövade sedan 1998 även tillsyn över företagsförvärv, i syfte att skydda marknadens funktion mot koncentrationer som leder till en dominerande ställning på denna.
Konkurrensverket sammanslogs 2013 med Konsumentverket  till Konkurrens- och konsumentverket.